# Калачи (Казахстан)
Калачи (каз. Калачи, романизовано Калачевский) налази се у селу у округу "Есил" из Акмолинской области, Казахстан. У 2014. је објављено да је скоро једна петина становништва претрпела 'синдром сна'. У јануару 2015. године је објављено да је више од половине становништва села планирано да се пресели у друго место. Касније је утврђено да је повећани ниво угљен моноксида, из суседног, напуштеног рудника, довео до пада нивоа кисеоника у граду.